# 汉努·兰塔卡里
汉努·兰塔卡里（芬蘭語：Hannu Rantakari，1939年1月8日—2018年1月1日），芬兰男子竞技体操运动员。他曾代表芬兰获得1964年夏季奥运会体操比赛男子跳马铜牌。他也参加了1968年夏季奥运会。